# Hyssia ornata
Hyssia ornata là một loài bướm đêm trong họ Noctuidae.